# 41-й танковий корпус (Третій Рейх)
XXXXI (41-й) та́нковий ко́рпус (нім. XXXXI.Panzerkorps) — танковий корпус Вермахту в роки Другої світової війни. XXXXI танковий корпус був створений 10 липня 1942 року шляхом перейменування XXXXI моторизованого корпусу.

## Райони бойових дій
- СРСР (центральний напрямок) (липень 1942 — липень 1944);
- Східна Пруссія (серпень 1944 — травень 1945).

## Командування

### Командири
1-ше формування
- генерал танкових військ Йозеф Гарпе (нім. Josef Harpe) (10 липня 1942 — 15 жовтня 1943);
- генерал-лейтенант, з 1 січня 1944 генерал артилерії Гельмут Вайдлінг (нім. Helmuth Weidling) (15 жовтня 1943 — 31 січня 1944);
- генерал-лейтенант Еренфрід Беге (нім. Ehrenfried Boege) (1 лютого — 10 березня 1944);
- генерал артилерії Гельмут Вайдлінг (11 березня — 20 червня 1944);
- генерал-лейтенант Едмунд Гоффмайстер (нім. Edmund Hoffmeister) (20 червня — 1 липня 1944), ТВО[2];
- генерал артилерії Гельмут Вайдлінг (1 — 20 липня 1944);

2-ге формування
- генерал артилерії Гельмут Вайдлінг (13 серпня 1944 — 10 квітня 1945);
- генерал-лейтенант Венд фон Вітерсгайм (нім. Wend von Wietersheim) (10 — 19 квітня 1945)[3];
- генерал-лейтенант Рудольф Гольсте (нім. Rudolf Holste) (19 квітня — 8 травня 1945).

## Бойовий склад 41-го танкового корпусу
Формування управління, забезпечення та підтримки
- 35-те артилерійське командування (Arko 35), з перервами Arko 30 та Arko 146, з серпня 1944 — Arko 441;
- 441-й корпусний батальйон зв'язку (Korps-Nachrichten-Abteilung 441);
- 441-ше управління корпусного постачання (Korps-Nachschubtruppen 441);
- 441-й взвод фельджандармерії (Feldgendarmerie-Trupp 441);
- 441-й батальйон «Ост» (Ost Bataillon 441);
- 441-й важкий мінометний дивізіон (schweres Granatwerfer Bataillon 441).

- 17-та танкова дивізія (17. Panzer-Division);
- 19-та танкова дивізія (19. Panzer-Division);
- 52-га піхотна дивізія (52. Infanterie-Division).

- 19-та танкова дивізія;
- 52-га піхотна дивізія;
- 134-та піхотна дивізія (134. Infanterie-Division).

- 9-та танкова дивізія (9. Panzer-Division);
- 11-та танкова дивізія (11. Panzer-Division);
- 19-та танкова дивізія;
- 52-га піхотна дивізія;
- 56-та піхотна дивізія (56. Infanterie-Division);
- 134-та піхотна дивізія.

- 19-та танкова дивізія;
- 52-га піхотна дивізія;
- 134-та піхотна дивізія;
- 293-тя піхотна дивізія (293. Infanterie-Division).

- 52-га піхотна дивізія;
- 134-та піхотна дивізія;
- 293-тя піхотна дивізія.

- 86-та піхотна дивізія (86. Infanterie-Division);
- 246-та піхотна дивізія (246. Infanterie-Division);
- 2-га авіапольова дивізія (2. Luftwaffen-Feld-Division).

- 20-та танкова дивізія (20. Panzer-Division);
- 52-га піхотна дивізія;
- 246-та піхотна дивізія;
- 2-га авіапольова дивізія;
- Кавалерійська дивізія СС (SS-Kavallerie-Division);
- Частини:
  - 1-ї танкової дивізії (1. Panzer-Division);
  - 10-ї моторизованої дивізії (10. Infanterie-Division (mot.).

- Кавалерійська дивізія СС;
- 52-га піхотна дивізія;
- 246-та піхотна дивізія;
- 2-га авіапольова дивізія.

- Кавалерійська дивізія СС;
- 52-га піхотна дивізія;
- 246-та піхотна дивізія;
- 256-та піхотна дивізія (256. Infanterie-Division);
- 2-га авіапольова дивізія.

- 18-та танкова дивізія (18. Panzer-Division);
- 86-та піхотна дивізія;
- 292-га піхотна дивізія (292. Infanterie-Division).

- 55-й армійський корпус (LV. Armee-Korps):
  - 110-та піхотна дивізія (110. Infanterie-Division);
  - Частина 211-ї піхотної дивізії (211. Infanterie-Division);
  - 296-та піхотна дивізія (296. Infanterie-Division);
  - 321-ша піхотна дивізія (321. Infanterie-Division);
  - 339-та піхотна дивізія (339. Infanterie-Division);
- 56-й танковий корпус (LVI. Panzerkorps):
  - 5-та танкова дивізія (5. Panzer-Division);
  - 9-та танкова дивізія;
  - 20-та танкова дивізія;
  - 14-та піхотна дивізія (14. Infanterie-Division);
  - 26-та піхотна дивізія (26. Infanterie-Division);
  - 131-ша піхотна дивізія (131. Infanterie-Division);
  - Частина 211-ї піхотної дивізії (211. Infanterie-Division);
  - 258-ма піхотна дивізія (258. Infanterie-Division).

- 12-й армійський корпус (XII. Armee-Korps):
  - Частина 26-ї піхотної дивізії;
  - Частина 36-ї піхотної дивізії (36. Infanterie-Division);
  - 56-та піхотна дивізія;
  - 131-ша піхотна дивізія;
  - 260-та піхотна дивізія (260. Infanterie-Division);
  - 262-га піхотна дивізія (262. Infanterie-Division);
  - 267-ма піхотна дивізія (267. Infanterie-Division);
  - Частина 2-ї танкової дивізії (2. Panzer-Division);
  - 5-та танкова дивізія;
  - 20-та танкова дивізія;
  - 20-та панцергренадерська дивізія (25. Panzergrenadier-Division);
- Група Грейнера (Gruppe Greiner):
  - 14-та піхотна дивізія;
  - Частина 26-ї піхотної дивізії;
  - Частина 36-ї піхотної дивізії (36. Infanterie-Division).

- 131-ша піхотна дивізія;
- 260-та піхотна дивізія;
- 267-ма піхотна дивізія.

- 16-та танкова дивізія (16. Panzer-Division);
- 134-та піхотна дивізія;
- 253-тя піхотна дивізія (253. Infanterie-Division);
- 1-ша моторизована бригада СС (1. SS-Brigade);
- Кавалерійський полк «Центр» (Kavallerie-Regiment Mitte).

- 36-та піхотна дивізія;
- 134-та піхотна дивізія;
- 253-тя піхотна дивізія.

- 35-та піхотна дивізія (35. Infanterie-Division);
- 36-та піхотна дивізія;
- 110-та піхотна дивізія
- 129-та піхотна дивізія (129. Infanterie-Division).

- 35-та піхотна дивізія;
- 36-та піхотна дивізія;
- 129-та піхотна дивізія.

- 170-та піхотна дивізія (170. Infanterie-Division);
- 299-та піхотна дивізія (299. Infanterie-Division);
- 558-ма гренадерська дивізія (558. Grenadier-Division).

- 14-та піхотна дивізія (14. Infanterie-Division);
- 102-га піхотна дивізія (102. Infanterie-Division);
- 129-та піхотна дивізія;
- 292-га піхотна дивізія.

- 21-ша піхотна дивізія (21. Infanterie-Division);
- 170-та піхотна дивізія;
- 367-ма піхотна дивізія (367. Infanterie-Division);
- 28-ма єгерська дивізія (28. Jäger-Division).

- 56-та піхотна дивізія;
- Бойова група 170-ї піхотної дивізії;
- 605-та дивізія особливого призначення (Divisionsstab z.b.V. 605);
- Бойова група «Гаусер» (Kampfgruppe Hauser).

- Піхотна дивізія «Гамбург» (Division Reserve "Hamburg");
- Частина 199-ї піхотної дивізії (199. Infanterie-Division);
- Танкова дивізія «Клаузевіц» (Panzer-Division Clausewitz);
- Резервна дивізія «Маейер» (Division Reserve Meyer)
- дивізійна група фон Хейка (Divisionsgruppe von Hake);
- дивізія особливого призначення (Division z.b.V.);
- 1-ша панцер-винищувальна бригада «Гітлерюгенд» (1. Panzervernichtungs-Brigade "Hitlerjugend");
- Панцер-винищувальна бригада «Герман Герінг» (Panzer-Jagd-Brigade "Hermann Göring");